# Zimní stadion Vyškov
Zimní stadion ve Vyškově je sportovní stadion, který se nachází v jihomoravském Vyškově. Stadion leží v Městském sportovním areálu v blízkosti Smetanových sadů. Své domácí zápasy zde odehrávalo mnoho vyškovských hokejových klubů. Nyní[kdy?] na novém zimním stadionu ve Vyškově, který byl nově postaven a dokončen v prosinci 2017, hrají své domácí zápasy hokejové kluby MBK Vyškov[rozpor],TJ Sokol Březina a Hokej Vyškov.

## Historie

### Starý stadion
Výstavba zimního stadionu ve Vyškově byla zahájena v říjnu 1973. O rok později byl zahájen zkušební provoz v části stadionu. Tato hala měla kapacitu pro 3000 diváků. Základní rozměry byly 82 x 52 metrů, což je 4264 m². Rozpočet stavby činil v roce 1973 přibližně 10 mil. korun. Celá stavba byla zařazena do tz. akce Z a výstavba trvala 2 roky. Zastřešení ledové plochy provedl závod Stavokonstrukce Vyškov.

### Nový stadion
V létě roku 2015 městské zastupitelstvo i přes nesouhlas většiny obyvatel města rozhodlo, že postaví nový stadion na místě starého. Plán výstavby počítal s tím, že budova bude mít obloukovou střechu, do prostoru bude vybočovat restaurace a změní se vstup pro diváky. Studie počítala s náklady 169 milionů korun, což je přibližně trojnásobek ceny, za kterou se běžně staví obdobné projekty po celé republice. Demolice starého stadionu započala 1. ledna 2017 a doba výstavby nového stadionu byla stanovena na 366 dní. Stavět se mělo začít na jaře 2017. Výstavba nového zimního stadionu ve Vyškově byla dokončena v prosinci 2017. Tento zimní stadion je určen pro hokej, veřejné bruslení, školy hokejové turnaje a krasobruslařské oddíly. Domácí zápasy zde odehrává Vyškovský hokejový klub MBK Vyškov a TJ Sokol Březina. 

## Galerie

Demolice starého stadionu
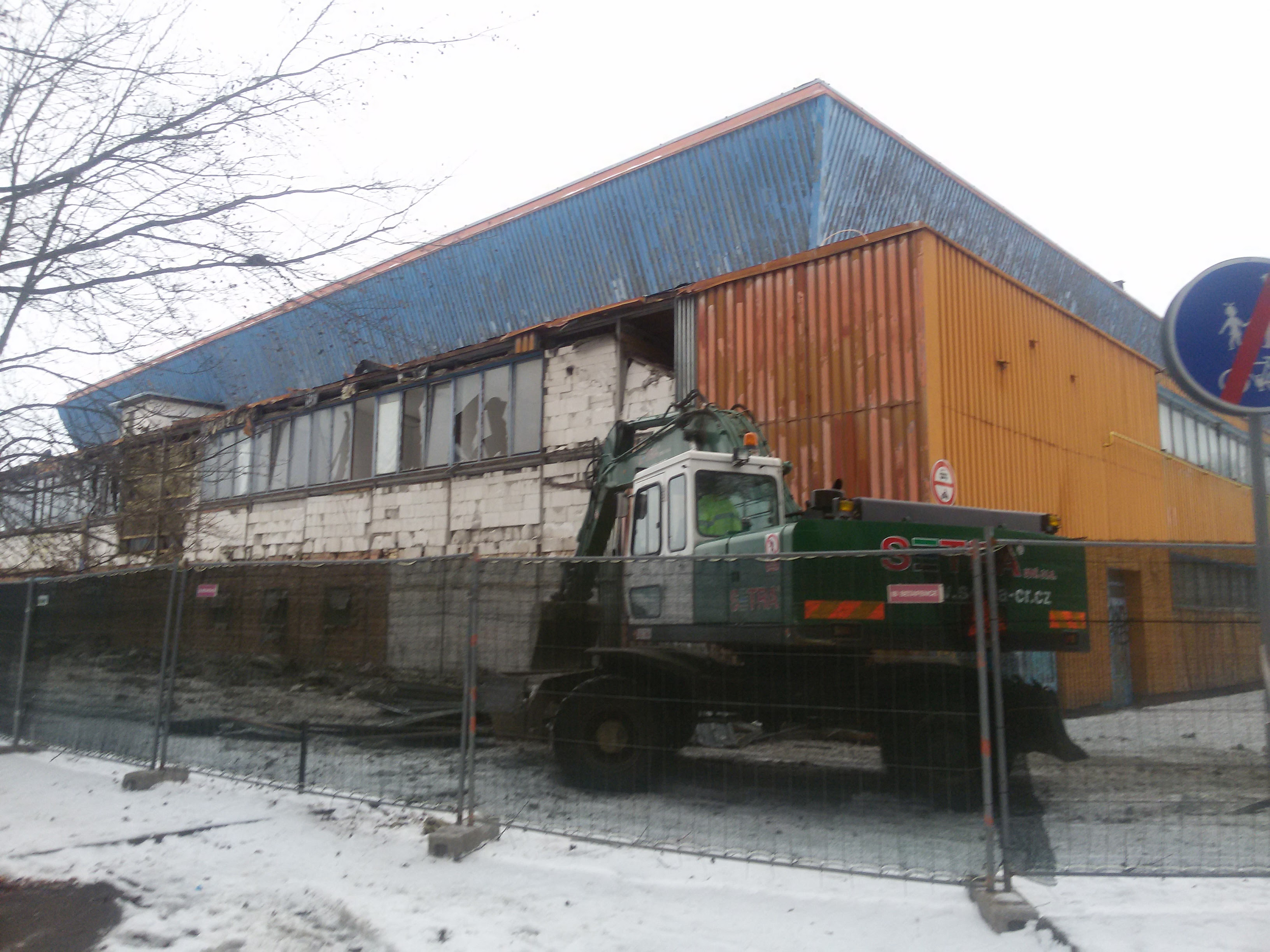
24. ledna 2017
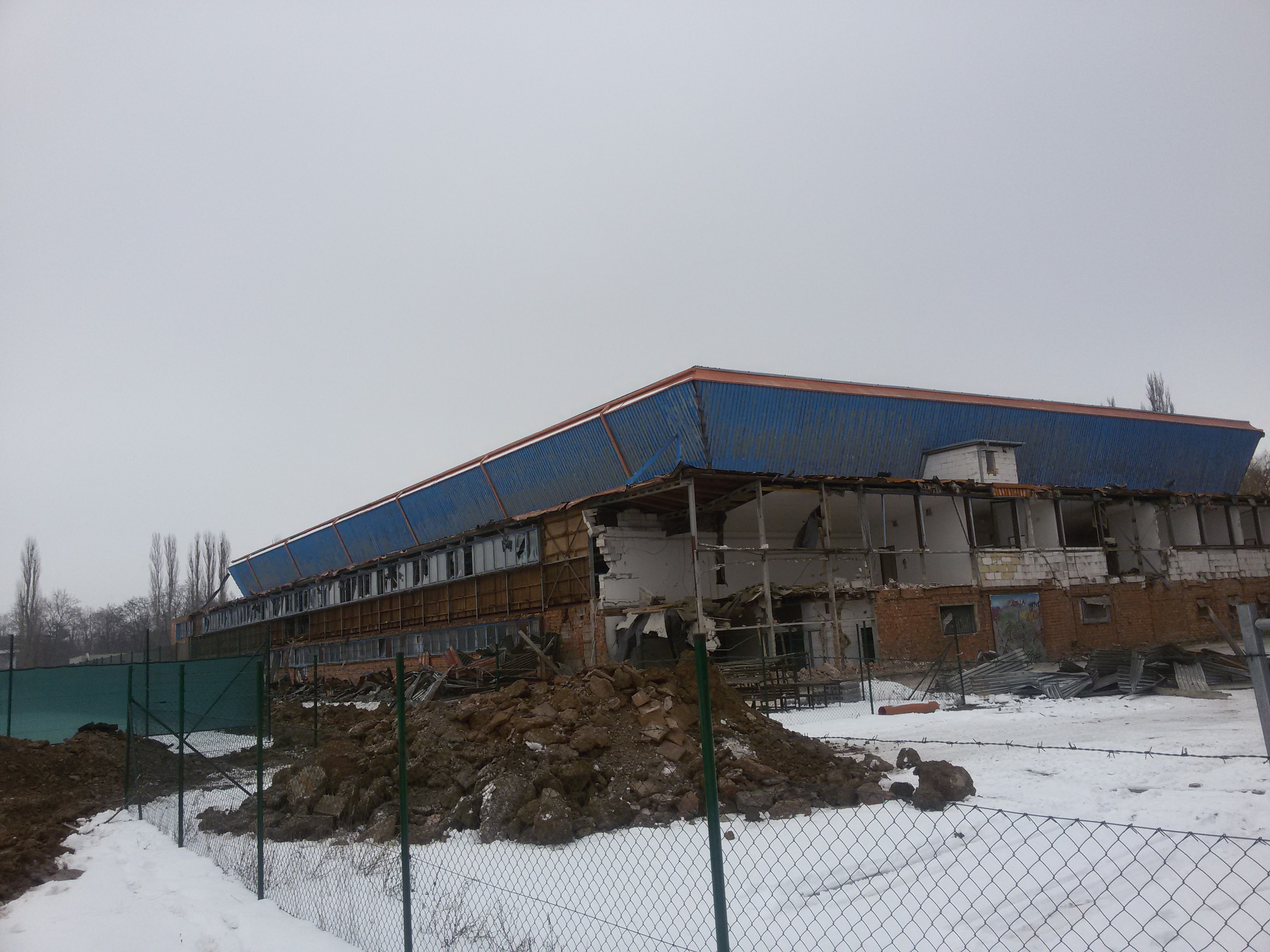
28. ledna 2017
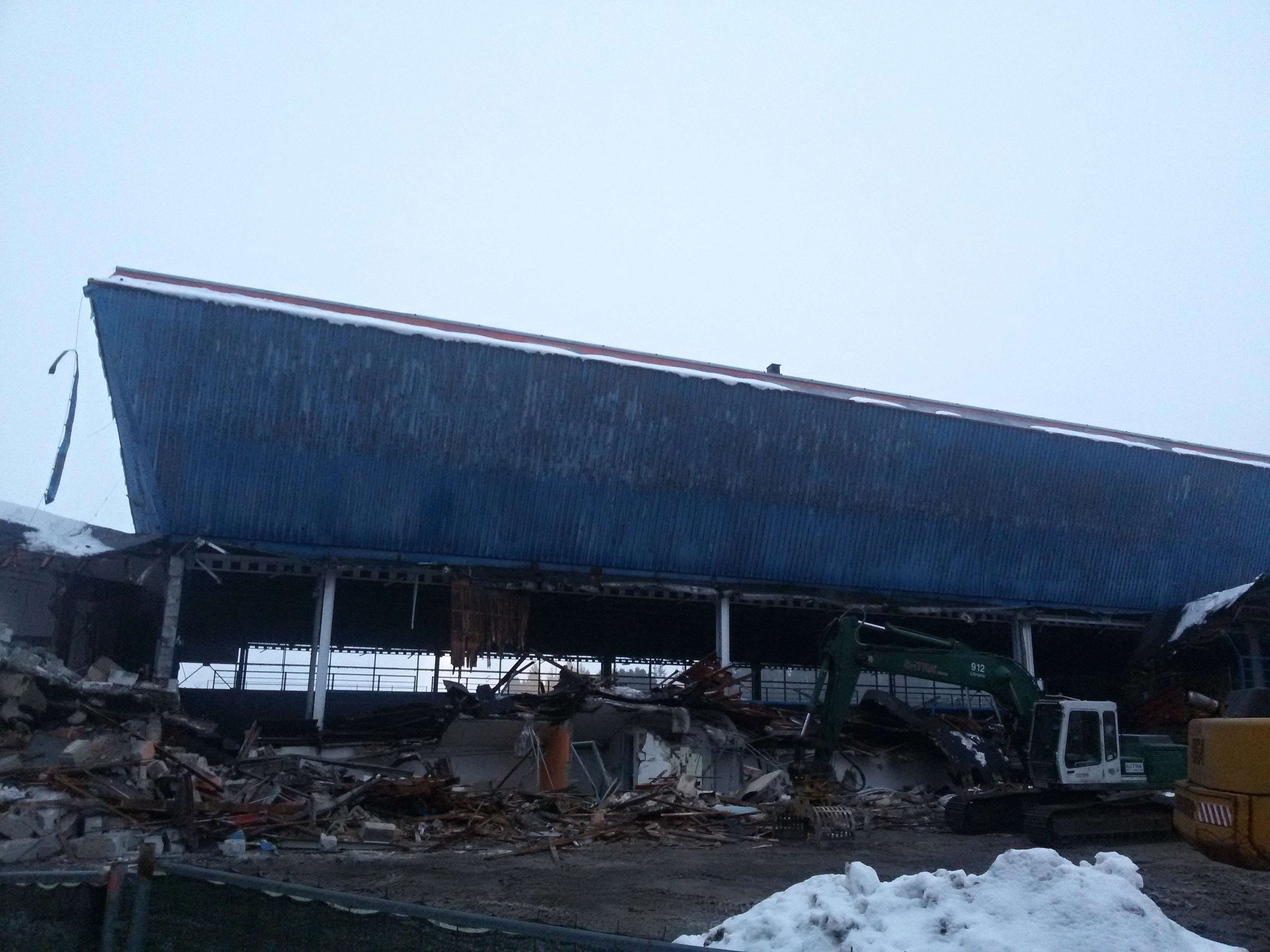
3. února 2017
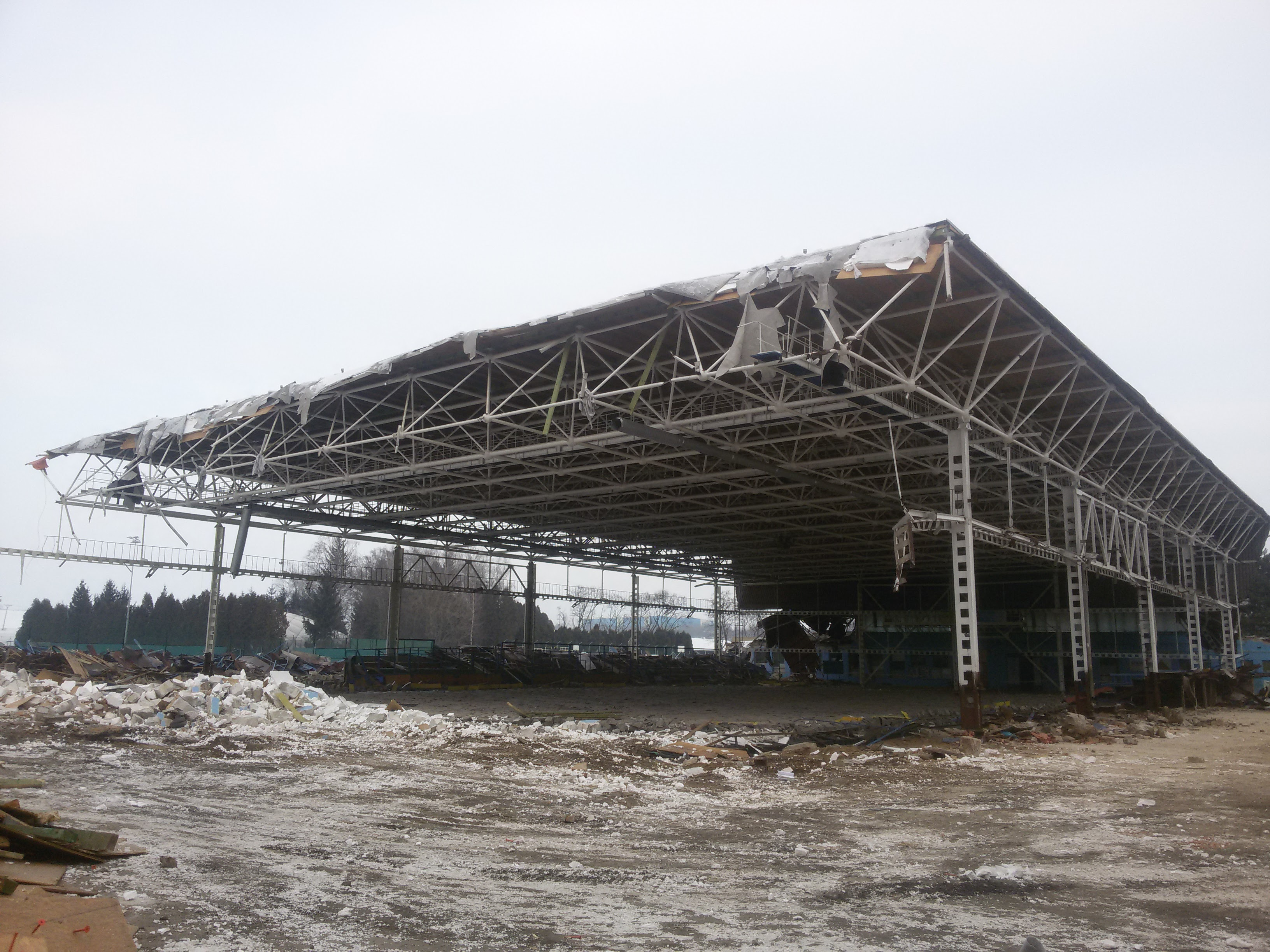
9. února 2017
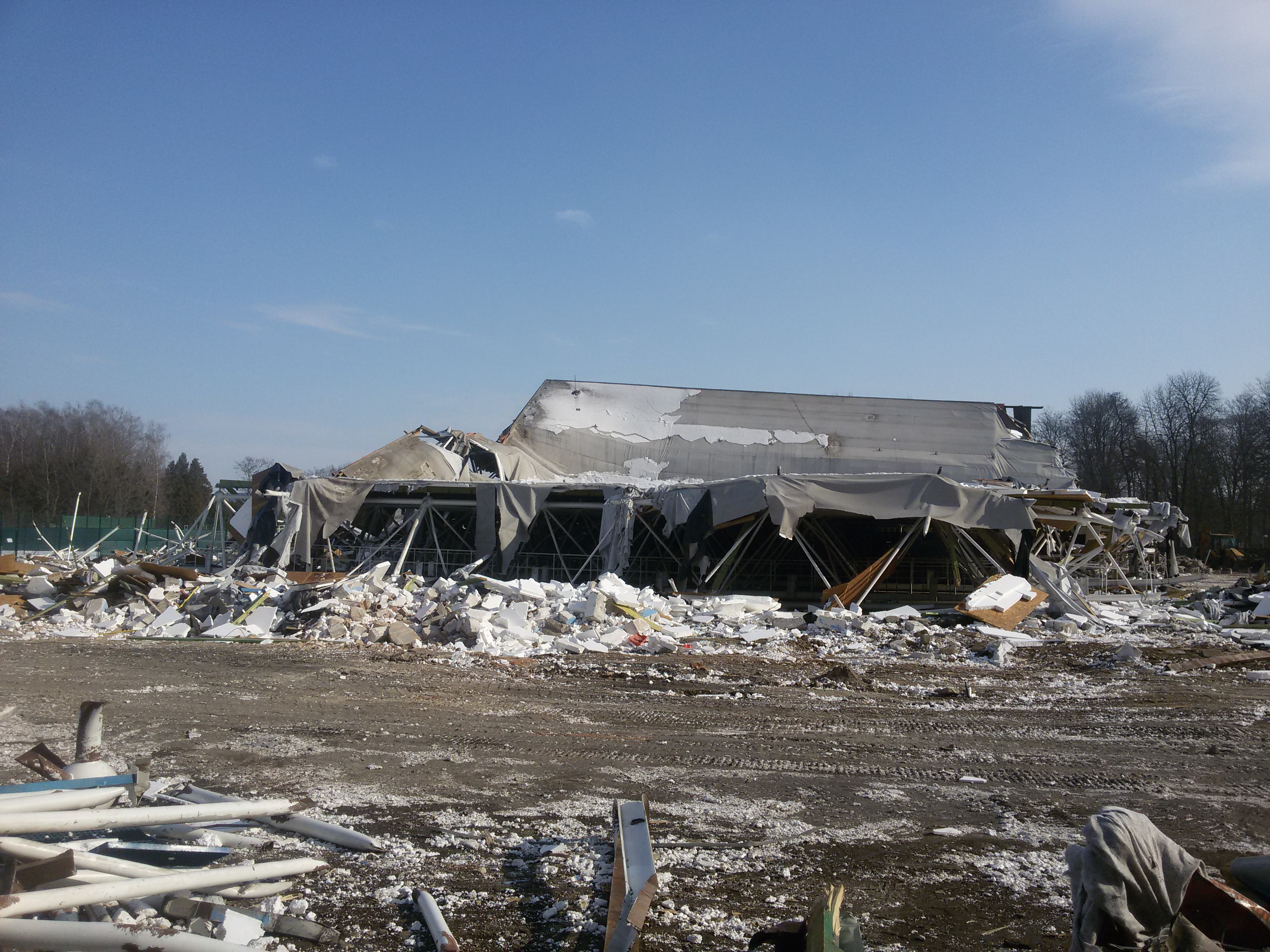
12. února 2017

Výstavba nového stadionu
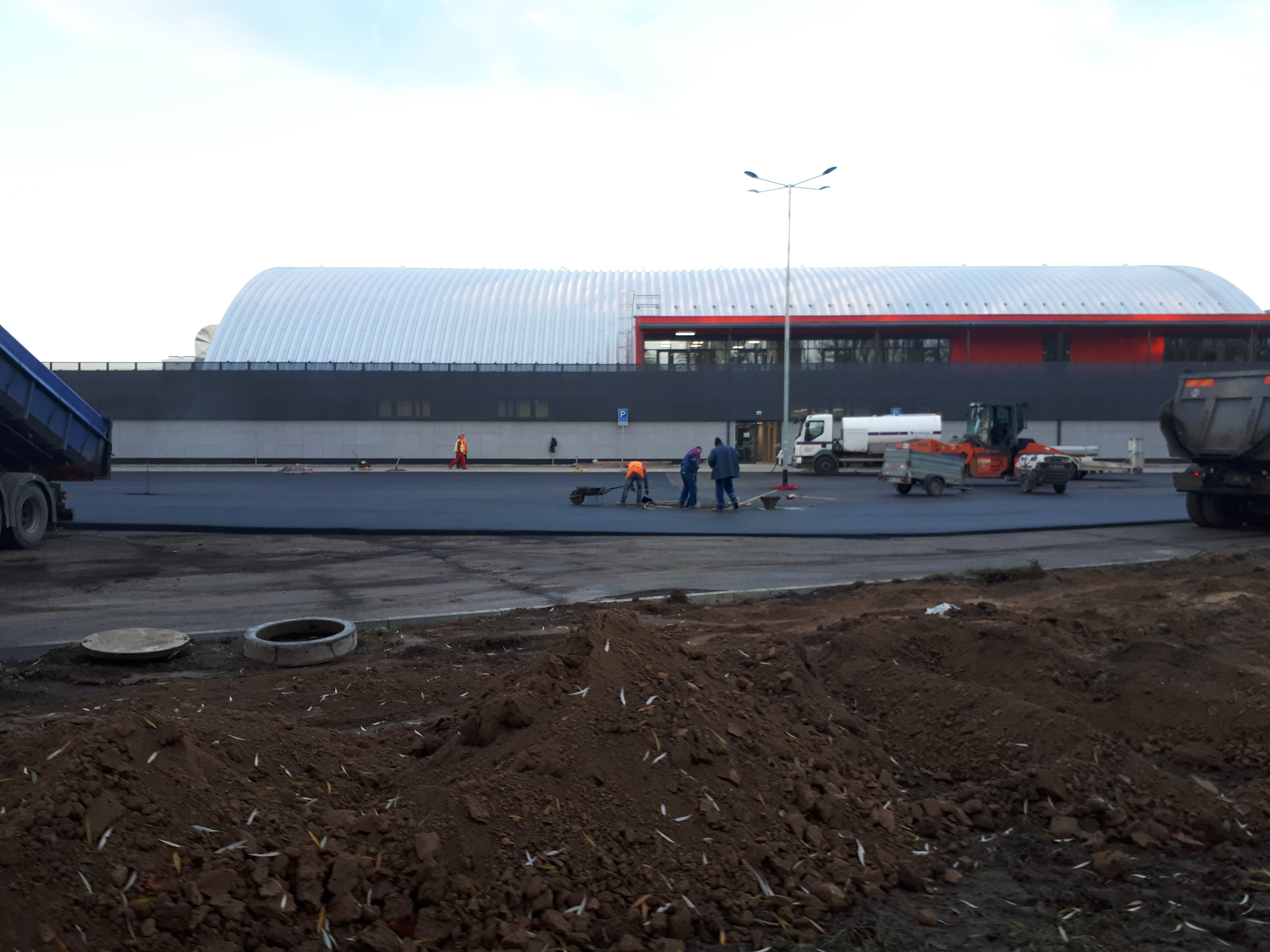
úprava parkoviště
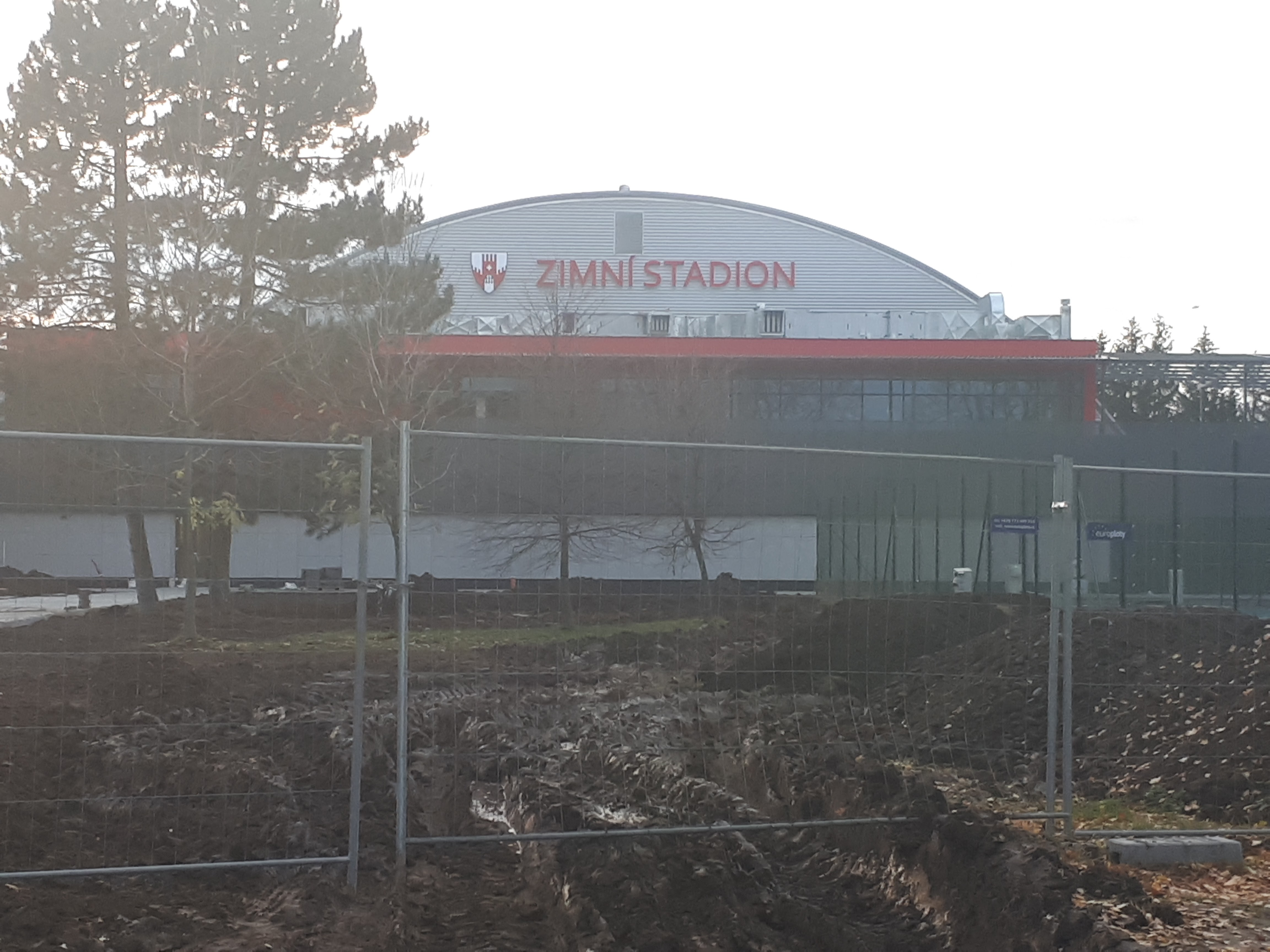
dokončovací práce
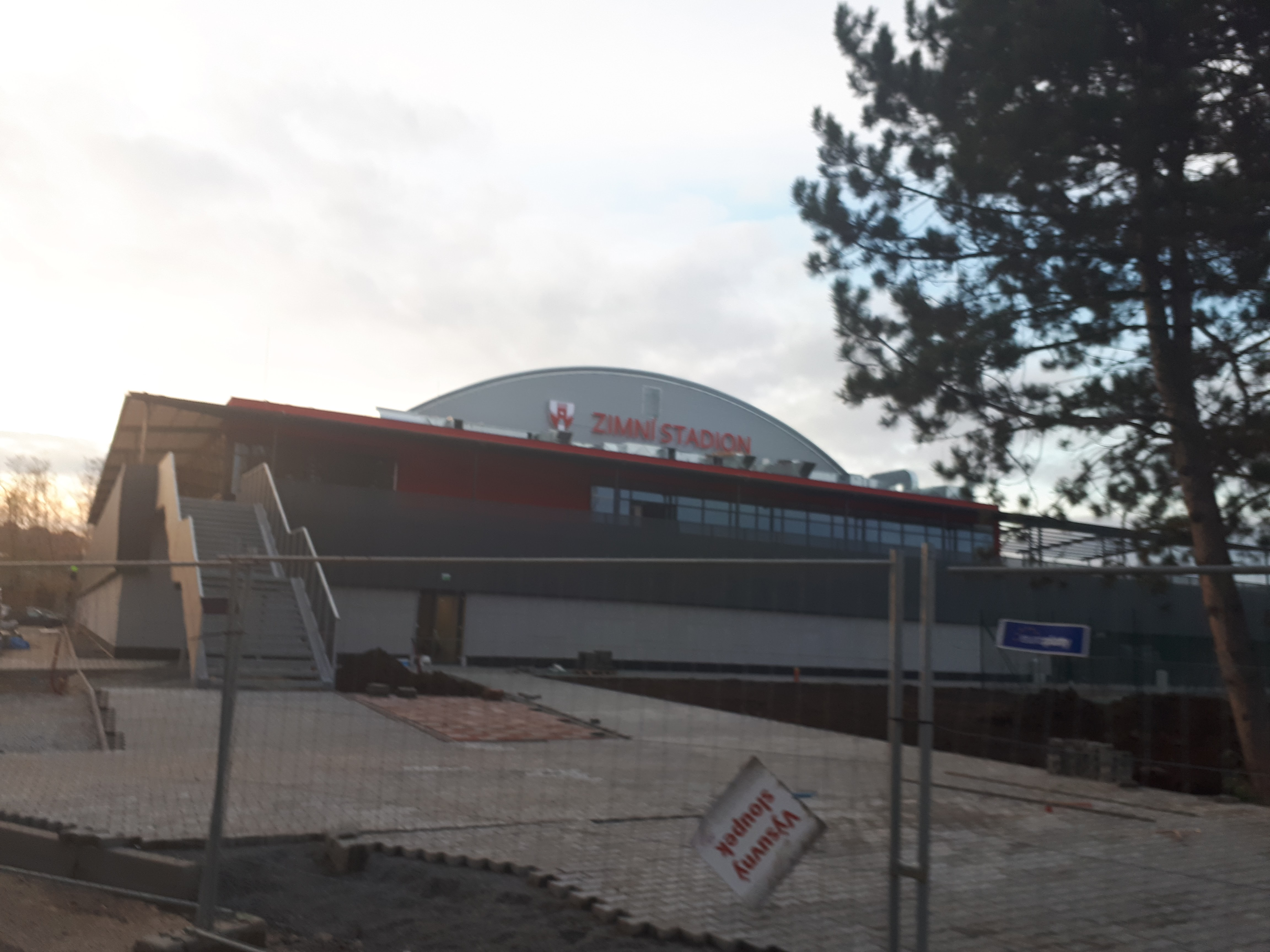
pokládka dlažby
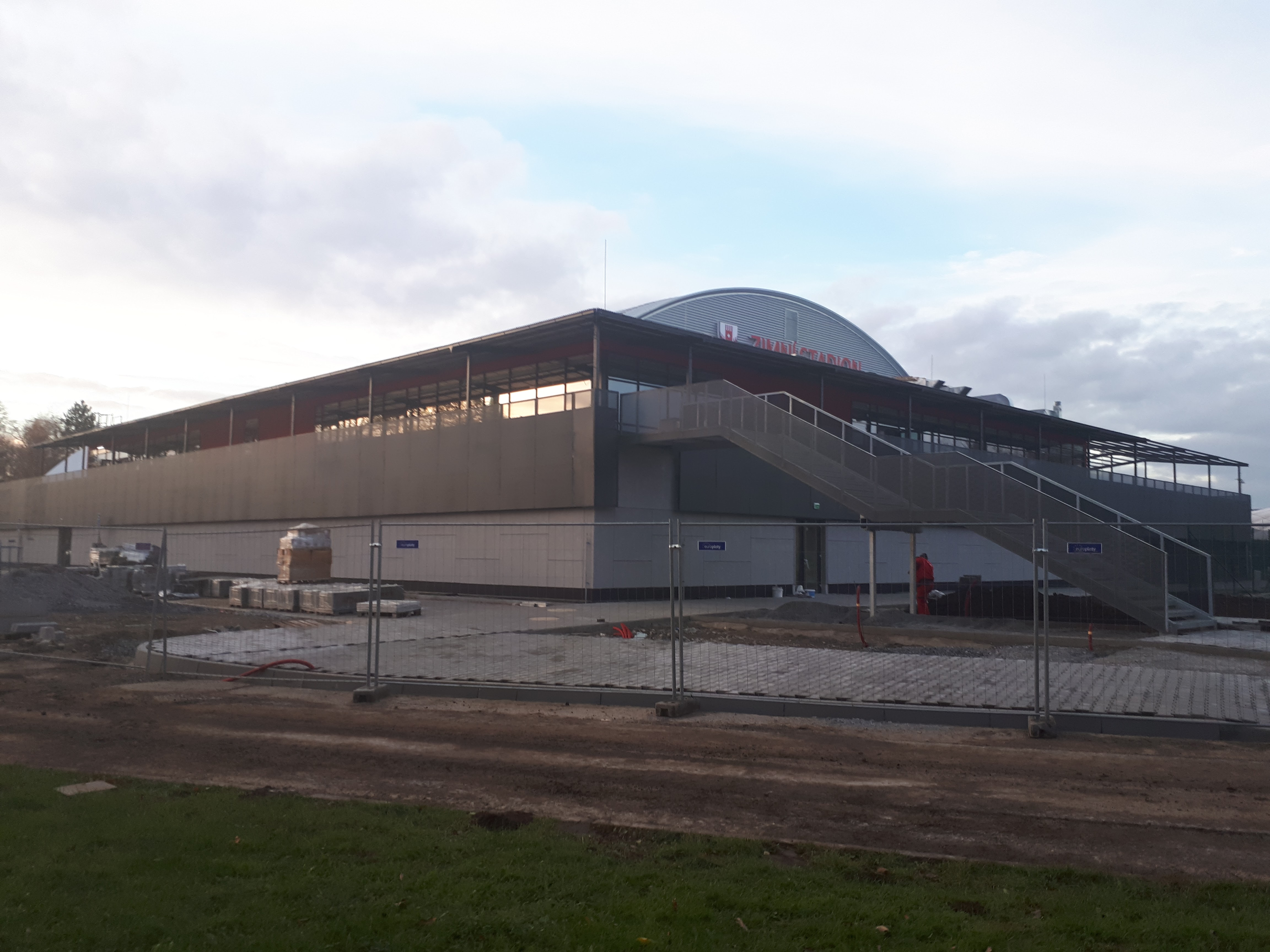
celkový pohled

Nový zimní stadion
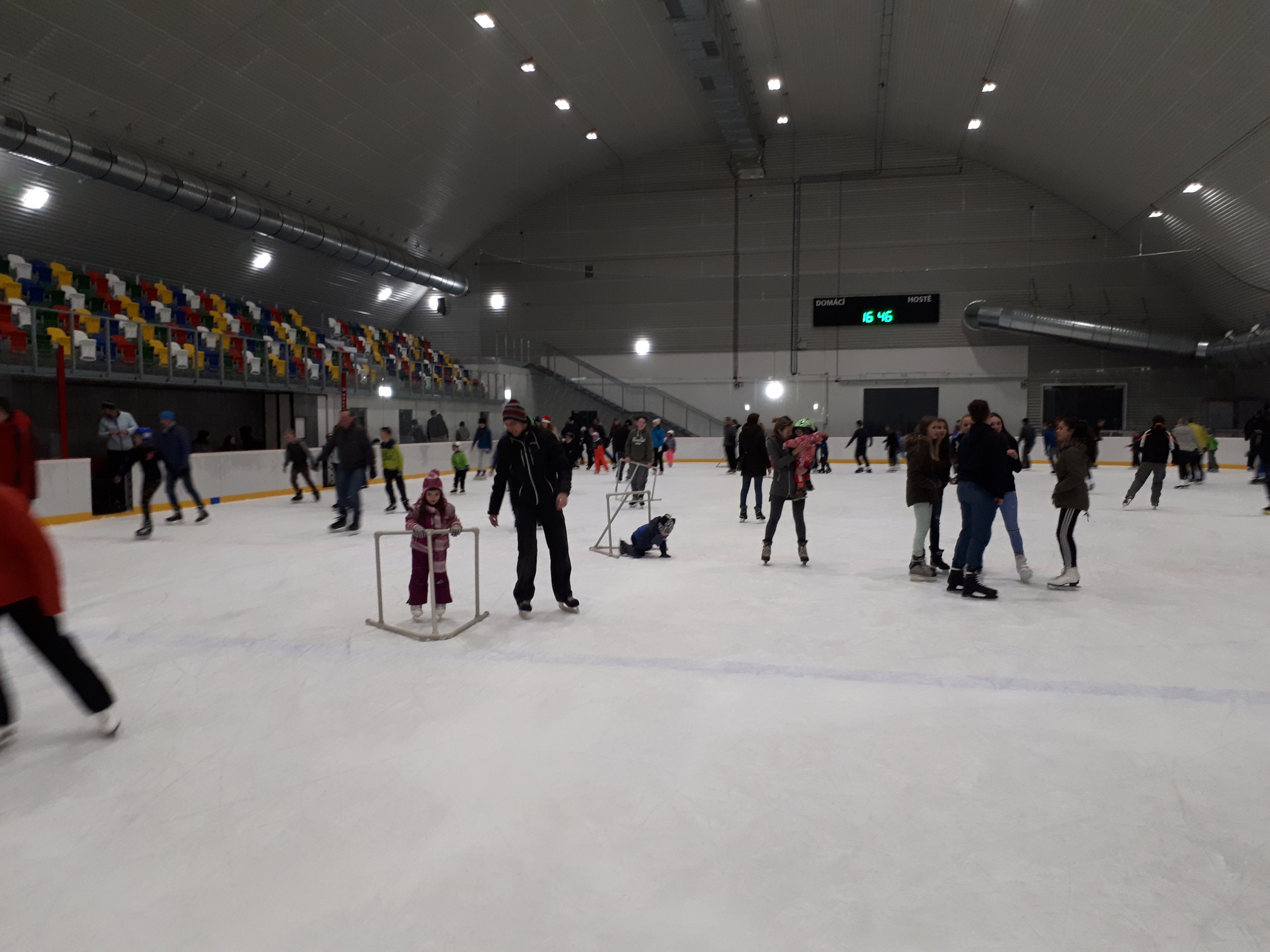
ledová plocha
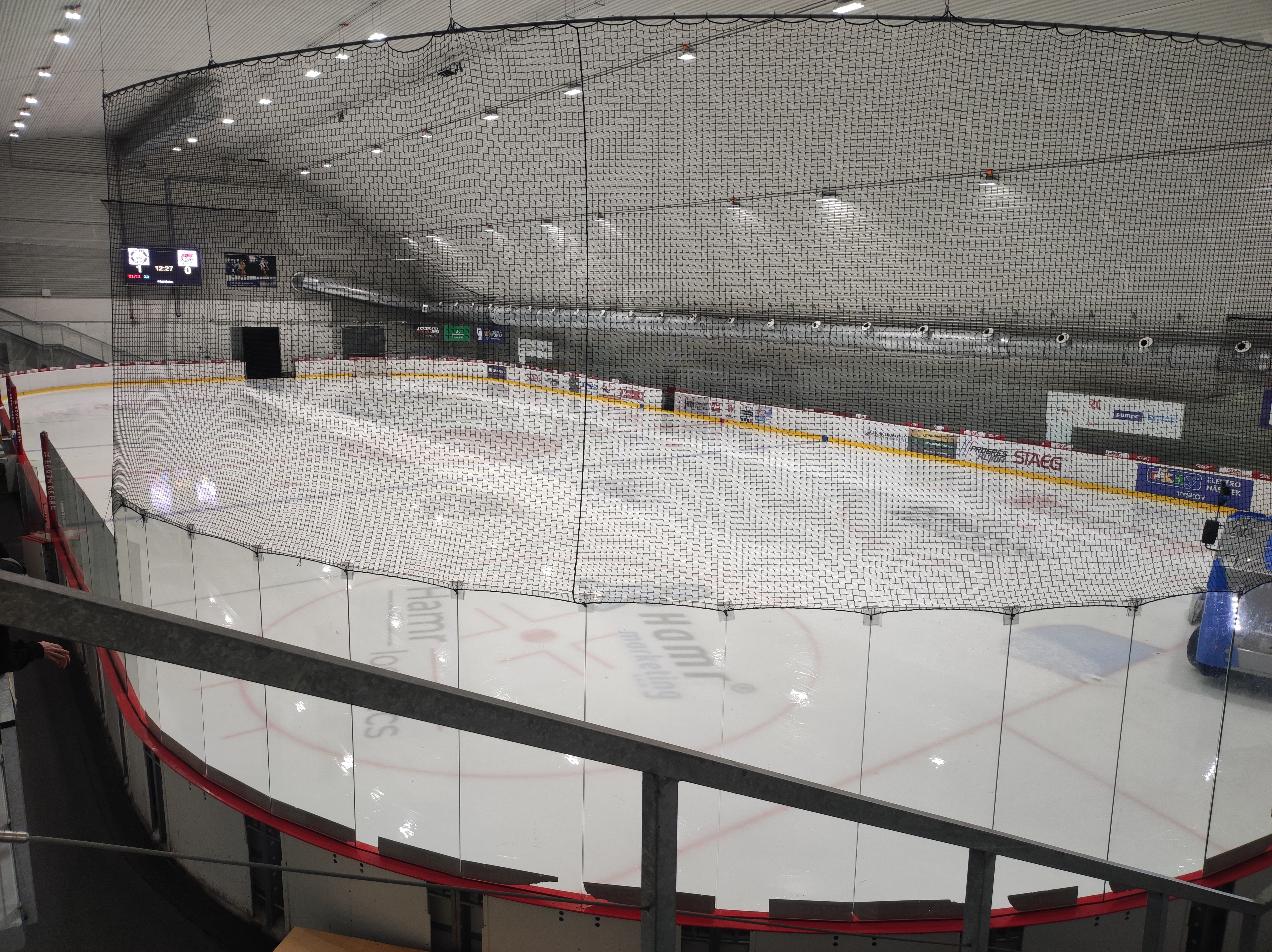
interiér